# Snowboard a 2002. évi téli olimpiai játékokon
A 2002. évi téli olimpiai játékokon a snowboard versenyszámait Park City-ben rendezték meg február 10. és 15. között. A férfiaknak és a nőknek egyaránt 2-2 versenyszámban osztottak érmeket. A giant slalom versenyeket a parallel giant slalom váltotta fel.

## Éremtáblázat
(A rendező nemzet csapata eltérő háttérszínnel, az egyes számoszlopok legmagasabb értéke, vagy értékei vastagítással kiemelve.)
| A 2002. évi téli olimpiai játékok éremtáblázata snowboardban | A 2002. évi téli olimpiai játékok éremtáblázata snowboardban | A 2002. évi téli olimpiai játékok éremtáblázata snowboardban | A 2002. évi téli olimpiai játékok éremtáblázata snowboardban | A 2002. évi téli olimpiai játékok éremtáblázata snowboardban | Olimpia  |
| ------------------------------------------------------------ | ------------------------------------------------------------ | ------------------------------------------------------------ | ------------------------------------------------------------ | ------------------------------------------------------------ | -------- |
|                                                              | Ország                                                       | Arany                                                        | Ezüst                                                        | Bronz                                                        | Összesen |
| 1.                                                           | Egyesült Államok (USA)                                       | 2                                                            | 1                                                            | 2                                                            | 5        |
| 2.                                                           | Franciaország (FRA)                                          | 1                                                            | 2                                                            | 0                                                            | 3        |
| 3.                                                           | Svájc (SUI)                                                  | 1                                                            | 0                                                            | 1                                                            | 2        |
|                                                              |                                                              |                                                              |                                                              |                                                              |          |
| 4.                                                           | Svédország (SWE)                                             | 0                                                            | 1                                                            | 0                                                            | 1        |
|                                                              |                                                              |                                                              |                                                              |                                                              |          |
| 5.                                                           | Olaszország (ITA)                                            | 0                                                            | 0                                                            | 1                                                            | 1        |
|                                                              |                                                              |                                                              |                                                              |                                                              |          |
| Összesen                                                     | Összesen                                                     | 4                                                            | 4                                                            | 4                                                            | 12       |

## Érmesek

### Férfi
| A 2002. évi téli olimpiai játékok érmesei férfi snowboardban |                                      |                              |                                        |                                        |                                        |                                     |
| Versenyszám                                                  | Arany                                | Arany                        | Ezüst                                  | Ezüst                                  | Bronz                                  | Bronz                               |
| Halfpipe                                                     | Ross Powers · Egyesült Államok (USA) | 46,1                         | Danny Kass · Egyesült Államok (USA)    | 42,5                                   | Jarret Thomas · Egyesült Államok (USA) | 42,0                                |
| Parallel giant slalom                                        | Philipp Schoch · Svájc (SUI)         | Philipp Schoch · Svájc (SUI) | Richard Richardsson · Svédország (SWE) | Richard Richardsson · Svédország (SWE) | Chris Klug · Egyesült Államok (USA)    | Chris Klug · Egyesült Államok (USA) |

### Női
| A 2002. évi téli olimpiai játékok érmesei női snowboardban |                                      |                                      |                                     |                                   |                                   |                                   |
| Versenyszám                                                | Arany                                | Arany                                | Ezüst                               | Ezüst                             | Bronz                             | Bronz                             |
| Halfpipe                                                   | Kelly Clark · Egyesült Államok (USA) | 47,9                                 | Doriane Vidal · Franciaország (FRA) | 43,0                              | Fabienne Reuteler · Svájc (SUI)   | 39,7                              |
| Parallel giant slalom                                      | Isabelle Blanc · Franciaország (FRA) | Isabelle Blanc · Franciaország (FRA) | Karine Ruby · Franciaország (FRA)   | Karine Ruby · Franciaország (FRA) | Lidia Trettel · Olaszország (ITA) | Lidia Trettel · Olaszország (ITA) |